# Abraham Kattumana
Abraham Kattumana, né le 21 janvier 1944 et mort le 4 avril 1995, est un archevêque catholique indien. Il est le délégué pontifical de l'Église catholique syro-malabare avec les pouvoirs d'archevêque majeur qui lui sont conférés par le pape Jean-Paul II. Avant cela, il est nonce apostolique au Ghana (en), au Bénin et au Togo. Il est diplomate du Vatican et a servi dans les nonciatures en Indonésie (en), en Uruguay (en), en Irak (en), en Nouvelle-Zélande (en) et en Grande-Bretagne.

## Biographie

### Origines et études
Abraham Kattumana est né 21 janvier 1944 à Thottakam. Après l'obtention de son certificat de fin d'études secondaires, il entre au Petit Séminaire du Sacré-Cœur de l'archidiocèse d'Ernakulam le 13 juin 1960. Il commence ses études de philosophie au Séminaire pontifical Saint-Joseph à Alwaye en 1962. Plus tard, il est envoyé à Rome pour poursuivre ses études. De 1962 à 1969, il étudie à l'Université pontificale urbanienne et obtient une maîtrise en philosophie et en théologie. Plus tard, il rejoint l'Académie pontificale ecclésiastique de Rome, où sont formés les diplomates du Vatican. Il est également titulaire d'un doctorat en droit canonique de l'Université pontificale urbanienne de Rome. 

### Ordination et nomination
Abraham Kattumana est ordonné prêtre le 3 mai 1969 à Rome par le cardinal Joseph Parecattil.

### Diplomate du Vatican
Après avoir terminé avec succès ses cours à l'Académie, il entre au service diplomatique du Saint-Siège en 1973. En tant que diplomate du Vatican, il sert dans les nonciatures d'Indonésie (en), d'Uruguay (en), d'Irak (en), de Nouvelle-Zélande (en) et de Grande-Bretagne.

### Pro-nonce au Ghana, Bénin et Togo
Le 8 mai 1991, Abraham Kattumana est élu au siège titulaire de Cebarades (de) à la suite de sa nomination comme pro-nonce aux États africains du Ghana (en), du Bénin et du Togo. Il est consacré évêque le 3 août 1991 à Ernakulam par le cardinal Antony Padiyara,.

### Délégué pontifical auprès de l'Église syro-malabare
En décembre 1992, Abraham Kattumana est nommé délégué pontifical auprès de l'Église syro-malabare lorsque cette dernière est élevée au rang d'archevêque majeur. Abraham Kattumana est nommé pour "exercer, pendant la durée de son mandat, les fonctions de gouvernement pastoral propres à l'archevêque majeur". Plus précisément, il a la faculté de convoquer et de présider le Synode des évêques, d'établir le Synode permanent de l'Église catholique syro-malabare et les autres organes pastoraux et législatifs de l'Église, et de surveiller le fonctionnement du Séminaire apostolique Saint-Thomas à Vadavathoor,,.

### Mort
Abraham Kattumana se rend à Rome le 30 mars 1995 pour rencontrer le Pape et les responsables des différentes Congrégations du Vatican. Alors qu'il poursuit sa mission, il est admis dans la clinique des Filles de Sainte Marie de Leuca, dans la banlieue de Rome, le 3 avril après-midi, pour une observation thérapeutique. Il meurt d'une insuffisance cardiaque le 4 avril. Son corps est ramené par avion à Ernakulam le jour suivant et est enterré dans la basilique Sainte-Marie, l'église cardinalice de l'archevêque majeur syro-malabar et métropolite d'Ernakulam. Sa tombe se trouve à côté de celle du cardinal Mar Joseph Parecattil, l'ancien métropolite d'Ernakulam qui a ordonné Mar Abraham Kattumana à la prêtrise.